# Like a Prayer (travhäst)
Like a Prayer, född 19 april 1999 på Hanover Shoe Farms i Hanover i  Pennsylvania, är en amerikansk varmblodig travhäst. Han tränades av Brett Pelling och kördes av Ron Pierce.
Like a Prayer sprang in 12 miljoner kronor på 19 starter. Bland hans främsta meriter räknas segrarna i Kentucky Futurity (2002), Transylvania Stakes (2002) och andraplatserna i Hambletonian Stakes (2002), World Trotting Derby (2002), Canadian Trotting Classic (2002).
Efter tävlingskarriären har han varit avelshingst. I aveln har han lämnat efter sig stjärnhästar som Elian Web (2012) och Godiva Hall (2004).